# Гёртин, Томас
То́мас Гёртин, Ге́ртин (англ. Thomas Girtin; 18 февраля 1775, Саутуарк — 9 ноября 1802, Лондон) — английский живописец-пейзажист, акварелист и гравёр, один из основоположников национальной школы акварели и стилевого течения пикчуреск в английском искусстве XVIII века.

## Биография
Томас Гёртин родился в 1775 году в Саутуарке (южный Лондон) в семье потомков бежавших из Франции гугенотов. Его отец умер, когда Томас был ещё ребёнком. Его мать вышла замуж за мистера Воана, чертёжника-модельера. Томас учился рисовать ещё мальчиком, затем, как и его будущий соперник Уильям Тёрнер, обучался живописи у Томаса Молтона, а также у Эдварда Дейеса, гравёра меццо-тинто. Вместе с Тёрнером, с которым Гёртин был в дружеских отношениях, зарабатывал раскрашиванием старинных гравюр акварелью.
С 1794 года произведения Томаса Гёртина экспонировались в Королевской академии художеств в Лондоне. Его архитектурные рисунки и топографические наброски и создали ему репутацию, а использование акварели для пейзажей принесло ему славу создателя романтической акварельной живописи.
Он предпринял несколько поездок по различным регионам Британии, посетив север Англии, Северный Уэльс и Западную часть страны. К 1799 году у него появились влиятельные покровители, такие как леди Сазерленд и коллекционер произведений искусства сэр Джордж Бомонт. Гёртин был активным членом «Братьев, общества профессиональных художников и талантливых любителей» (Brothers, a sketching society of professional artists and talented amateurs).
В 1800 году Томас Гёртин женился на Мэри Энн Борретт, 16-летней дочери богатого городского ювелира, и поселился в Сент-Джордж-Роу, Гайд-парк, по соседству с художником Полом Сэндби. К 1801 году, страдая от ухудшающегося здоровья, Томас Гёртин был желанным гостем в загородных домах своих покровителей, таких как Хэрвуд-хаус и замок Малгрейв.
В конце 1801 — начале 1802 года Гёртин провёл пять с половиной месяцев в Париже, где писал акварели. Он сделал серию карандашных набросков, которые награвировал по возвращении в Лондон и которые были посмертно опубликованы под названием «Двадцать видов Парижа и его окрестностей» (Twenty Views in Paris and its Environs). В 1802 году Гёртин создал панораму Лондона «Эйдометрополис» (Eidometropolis) высотой 5,5 метров (18 футов) и окружностью 33 метра (108 футов), которая была выставлена в том же году. Панорама впечатлила зрителей натуралистической трактовкой светотени.
9 ноября 1802 года в возрасте двадцати семи лет Гёртин скончался в своей лондонской мастерской; причиной смерти по-разному называли астму, чахотку или «окостенение сердца». Он был похоронен на кладбище при соборе Святого Павла в Ковент-Гардене в Лондоне. Уильям Тёрнер тогда сказал: «Если бы Том Гёртин остался жив, я бы голодал».
Ранние произведения Гёртина традиционны для английской школы пейзажной живописи, однако постепенно он разработал особенный стиль романтического пейзажа, оказавший значительное влияние на Уильяма Тёрнера и Джона Констебла. Благодаря своей беглой, «живописной» манере письма и импрессионистическим эффектам светотени Томас Гёртин наряду с Томасом Гейнсборо, Полом Сэндби, Тёрнером и Констеблом считается одним из главных представителей стилевого течения пикчуреск в английском искусстве XVIII века.

## Галерея

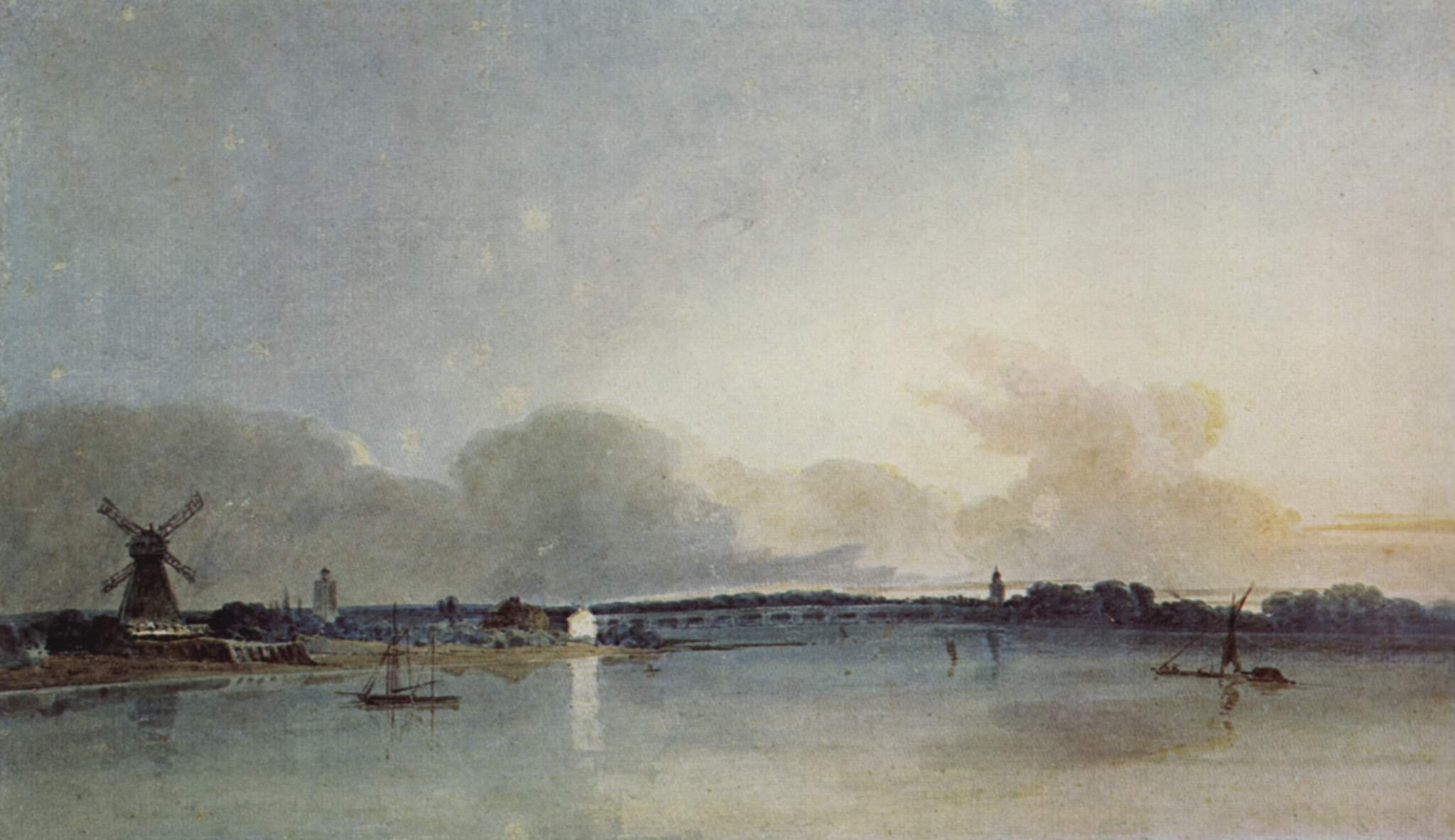
Белый дом в Челси. Бумага, акварель. 1800. Британская галерея Тейт, Лондон
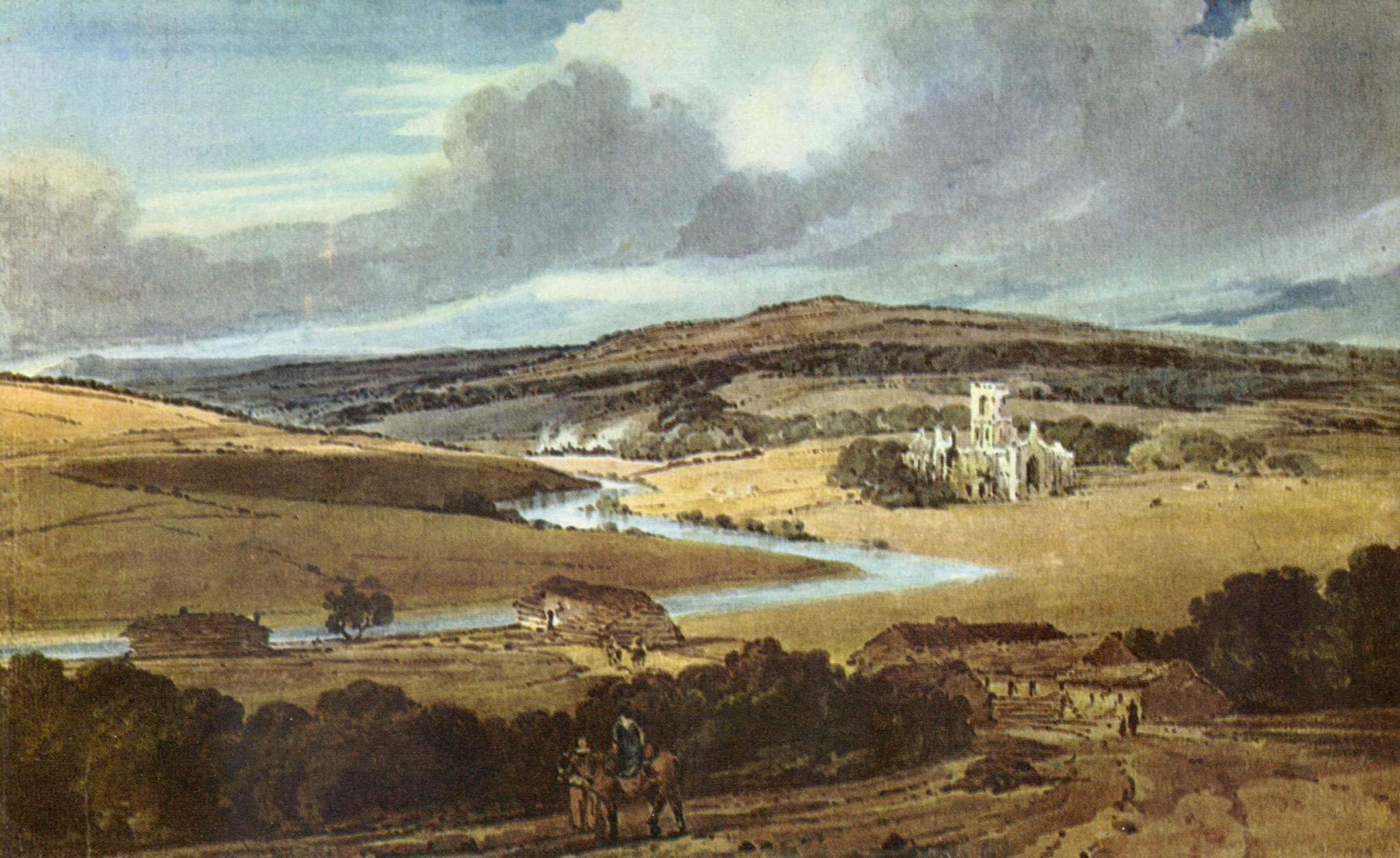
Аббатство Кёркстолл, Йоркшир. 1801. Цветное меццо-тинто
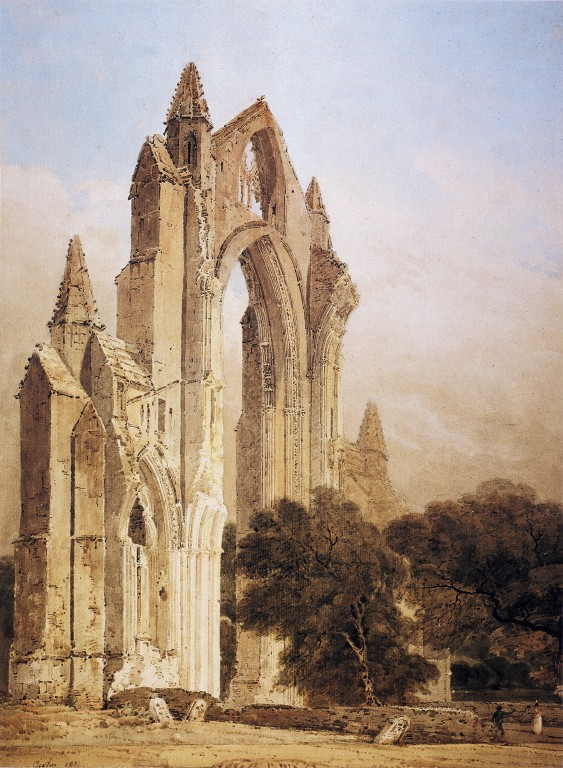
Приорат Гизборо, Йоркшир. 1801. Бумага, акварель
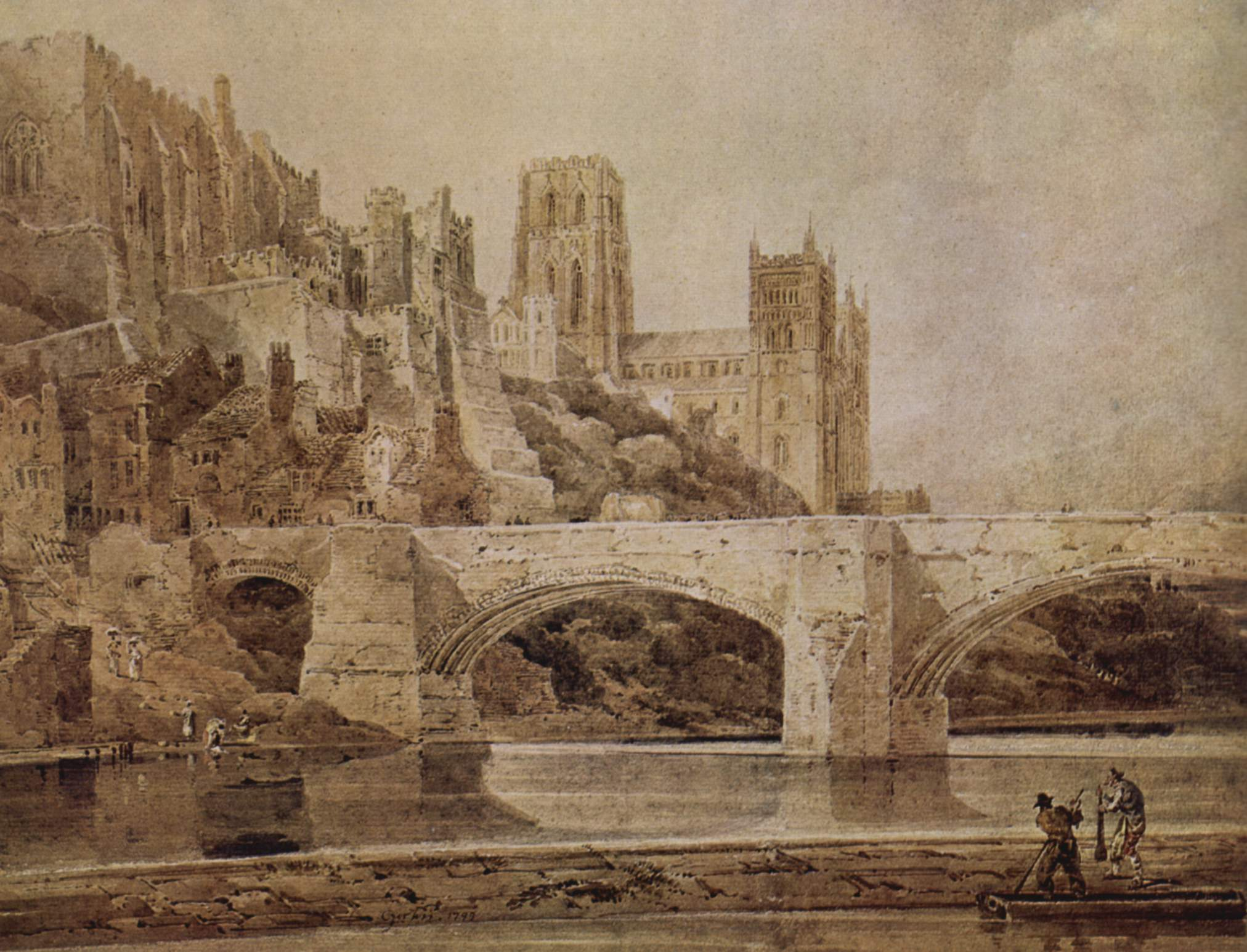
Собор в Дареме и мост, вид со стороны реки Уир. 1799. Бумага, акварель. Галерея Уитворт, Манчестер
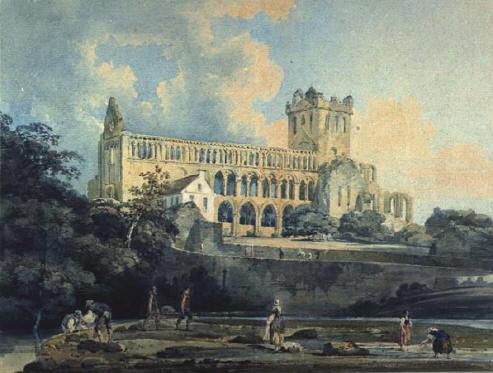
Аббатство Джедборо, вид с реки. 1798—1799. Бумага, акварель. Джедборо, Шотландия
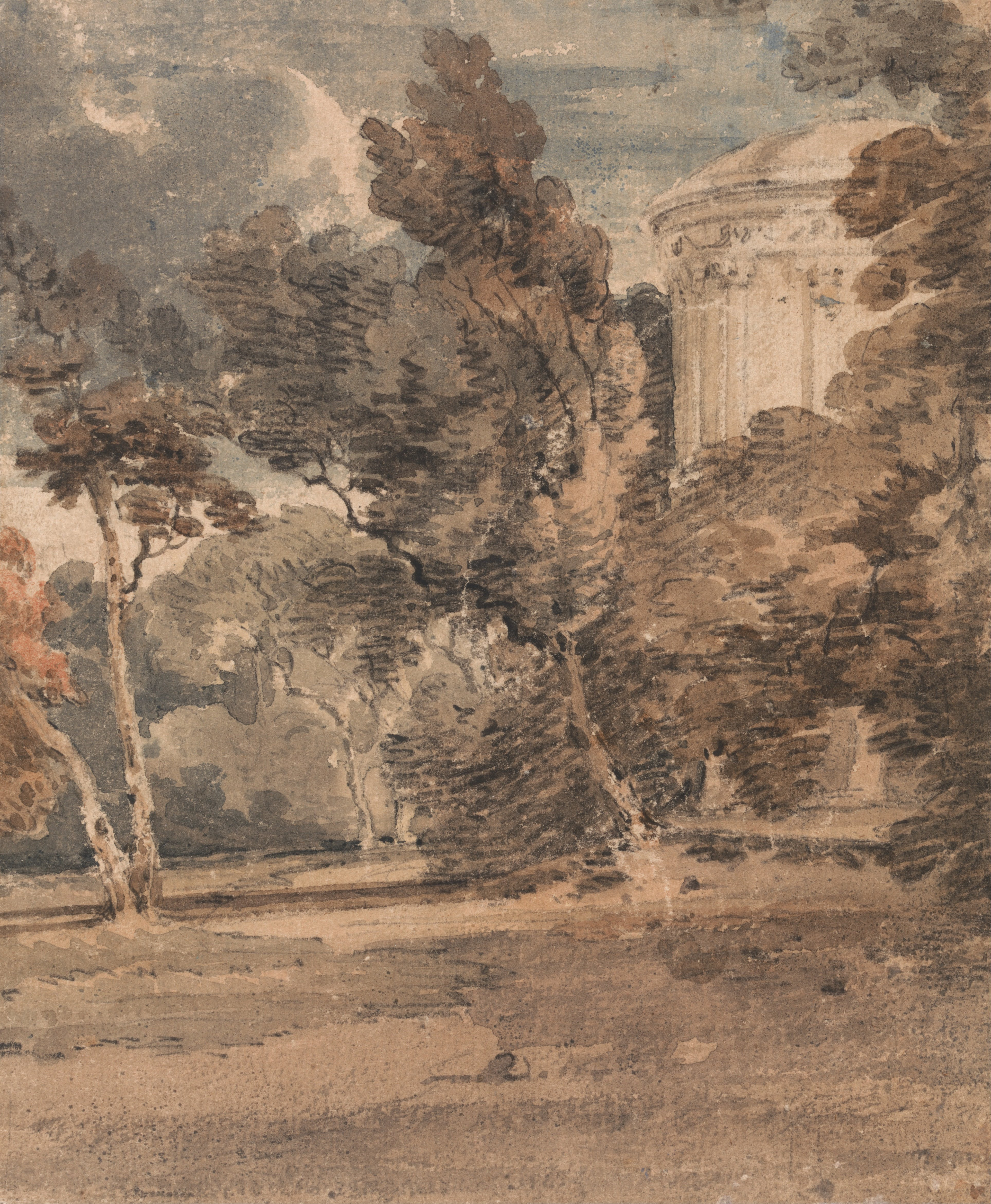
Замок в парке. 1798. Бумага, акварель, гуашь. Йельский центр британского искусства, Нью-Хэйвен, Коннектикут, США
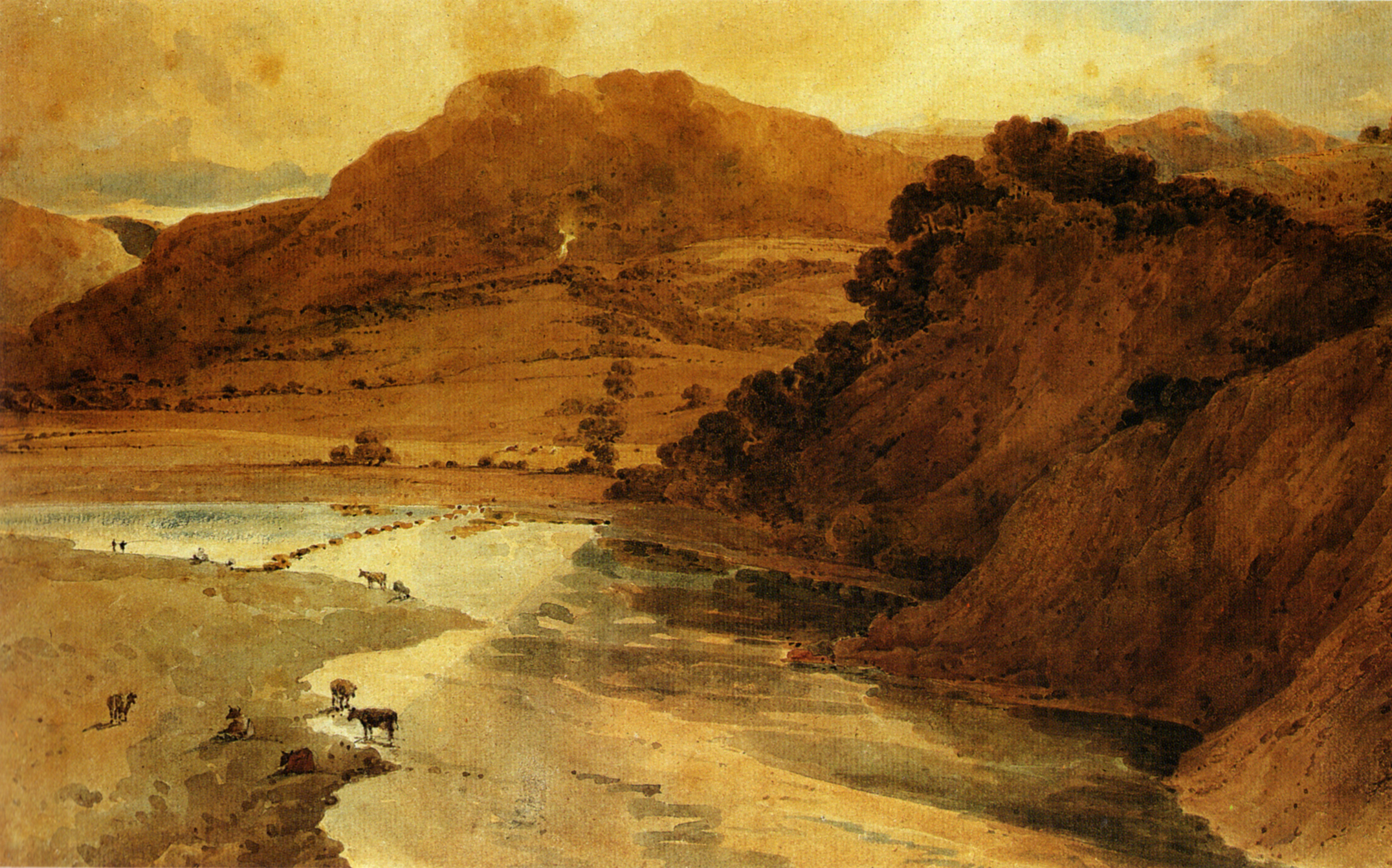
Окрестности аббатства Болтон, Йоркшир. Бумага, акварель. Частное собрание
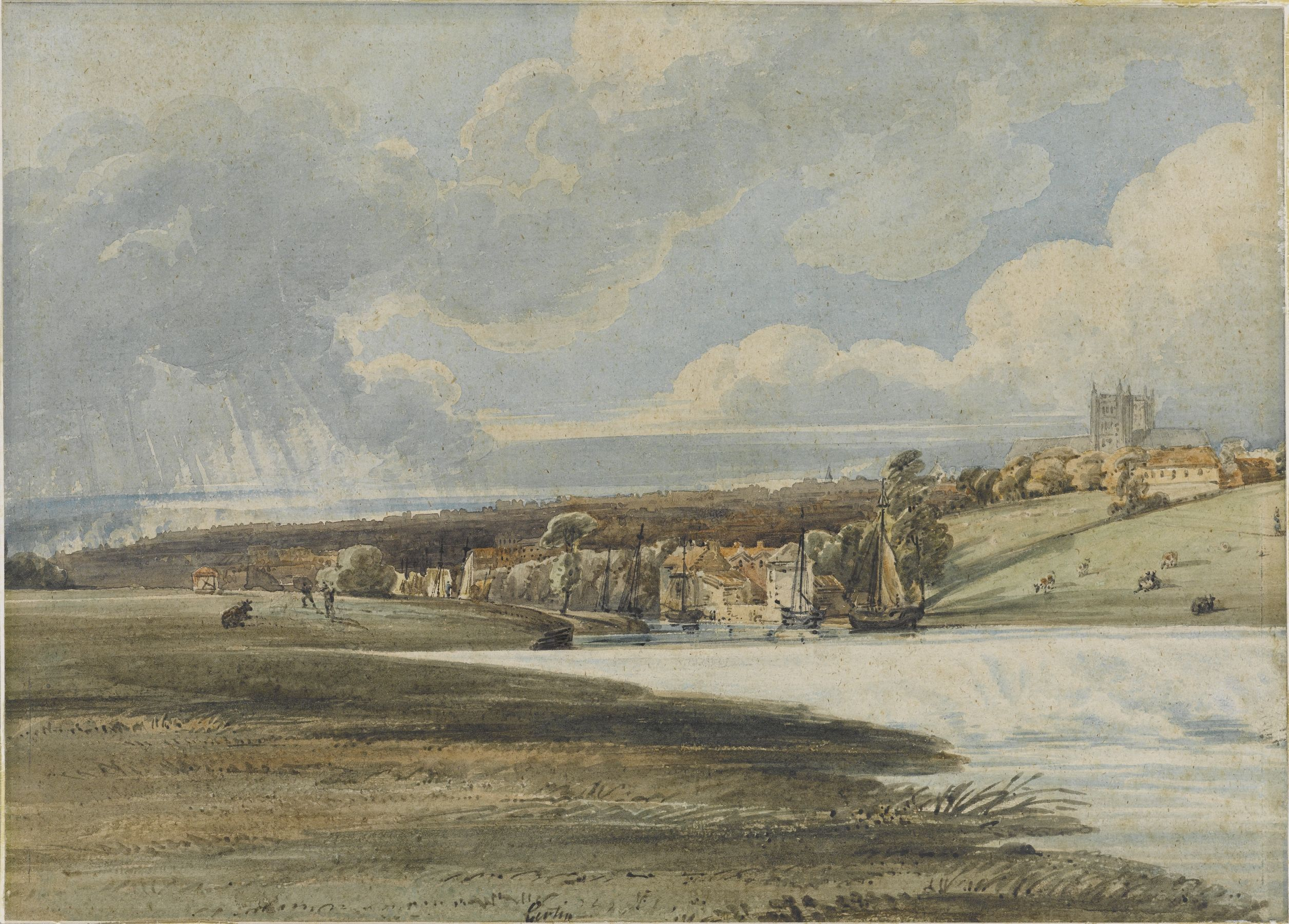
Эксетер, вид с реки Уир. 1799. Бумага, акварель. Королевский мемориальный музей Альберта, Эксетер, Англия